# Holotrichia murzini
Holotrichia murzini är en skalbaggsart som beskrevs av Keith 2006. Holotrichia murzini ingår i släktet Holotrichia och familjen Melolonthidae. Inga underarter finns listade i Catalogue of Life.